# Islanda ai XVI Giochi olimpici invernali
L'Islanda partecipò ai XVI Giochi olimpici invernali, svoltisi ad Albertville, Francia, dall'8 al 23 febbraio 1992, con una delegazione di 5 atleti impegnati in due discipline.